# Chaerophyllum meyeri
Chaerophyllum meyeri är en flockblommig växtart som beskrevs av Pierre Edmond Boissier och Friedrich Alexander Buhse. Chaerophyllum meyeri ingår i släktet rotkörvlar, och familjen flockblommiga växter. Inga underarter finns listade i Catalogue of Life.